# Comptiq
Comptiq (コンプティーク?, Konputīku) è una rivista giapponese di manga shōnen e seinen pubblicata a partire dal 1983 dalla Kadokawa Shoten, che si occupa anche di videogiochi. Il nome "Comptiq" (in passato era stato traslitterato anche come computique) è una fusione tra la parola "computer" e la parola "boutique". Originariamente era una rivista solo per PC, ma con il tempo ha cominciato a trattare maggiormente di videogiochi per computer. Dal settembre 2003 è nota come "MediaMix Game Magazine". È venduta mensilmente ogni giorno 10.

## Manga pubblicati
- .hack//GU+
- .hack//Legend of the Twilight
- Air
- D.C.S.G. ~Da Capo Second Graduation~
- Kishinhoukou Demonbane
- Eden's Bowy
- Eureka Seven - Gravity Boys & Lifting Girl
- Fate Stay Night
- Gunbuster
- IZUMO2
- Lucky ☆ Star
- Shuffle! Days in the bloom
- Tōka Gettan
- Yoake Mae Yori Ruriiro Na
- Ys
- Record of Lodoss War (romanzo)
- Rune Wars
- Moon Quest
- Listis
- Romancia
- Vagrants
- Nichijou
- Yami to Bōshi to Hon no Tabibito
- Hero Legend
- Phantom Brave
- Kakyuu Sei
- D.C. ~Da Capo~
- HoneyComing
- Fortune Arterial